# Lincoln Park (Texas)
Pour les articles homonymes, voir Lincoln Park.
Lincoln Park est une ville située à l'est du comté de Denton au Texas, aux États-Unis,.

## Démographie
Lors du recensement de 2010, la ville comptait une population de 308 habitants. Elle est estimée, en 2016, à 466 habitants.

### Source de la traduction
- (en) Cet article est partiellement ou en totalité issu de l’article de Wikipédia en anglais intitulé « Lincoln Park, Texas » (voir la liste des auteurs).